# Passandra gigas
Passandra gigas là một loài bọ cánh cứng trong họ Passandridae. Loài này được Fabricius miêu tả khoa học năm 1801.